# Артур Ґор
Артур Ґор (англ. Arthur Gore; 2 січня 1868 — 1 грудня 1928) — колишній британський тенісист.
Найвищу одиночну позицію світового рейтингу — 1 місце досяг 1901 року (за даними ITHF).
Здобув 51 одиночний титул.
Перемагав на турнірах Великого шолома в одиночному та парному розрядах.
Завершив кар'єру 1927 року.

## Фінали турнірів Великого шолома

### Одиночний розряд: 8 (3–5)
| Результат | Дата | Турнір               | Покриття | Суперник              | Рахунок                 |       |
| --------- | ---- | -------------------- | -------- | --------------------- | ----------------------- | ----- |
| Поразка   | 1899 | Вімблдонський турнір | Трава    | Реджинальд Догерті    | 6–1, 6–4, 3–6, 3–6, 3–6 | [ 6 ] |
| Перемога  | 1901 | Вімблдонський турнір | Трава    | Реджинальд Догерті    | 4–6, 7–5, 6–4, 6–4      | [ 6 ] |
| Поразка   | 1902 | Вімблдонський турнір | Трава    | Лоренс Догерті        | 4–6, 3–6, 6–3, 0–6      | [ 6 ] |
| Поразка   | 1907 | Вімблдонський турнір | Трава    | Норман Брукс          | 4–6, 2–6, 2–6           | [ 6 ] |
| Перемога  | 1908 | Вімблдонський турнір | Трава    | Герберт Ропер-Барретт | 6–3, 6–2, 4–6, 3–6, 6–4 | [ 6 ] |
| Перемога  | 1909 | Вімблдонський турнір | Трава    | Мейджор Річі          | 6–8, 1–6, 6–2, 6–2, 6–2 | [ 6 ] |
| Поразка   | 1910 | Вімблдонський турнір | Трава    | Ентоні Вілдінґ        | 4–6, 5–7, 6–4, 2–6      | [ 6 ] |
| Поразка   | 1912 | Вімблдонський турнір | Трава    | Ентоні Вілдінґ        | 4–6, 4–6, 6–4, 4–6      | [ 6 ] |

### Парний розряд: 3 (1–2)
| Результат | Дата | Турнір               | Покриття | Партнер               | Суперники                   | Рахунок            |       |
| --------- | ---- | -------------------- | -------- | --------------------- | --------------------------- | ------------------ | ----- |
| Поразка   | 1908 | Вімблдонський турнір | Трава    | Герберт Ропер-Барретт | Мейджор Річі Ентоні Вілдінґ | 1–6, 2–6, 6–1, 7–9 | [ 7 ] |
| Перемога  | 1909 | Вімблдонський турнір | Трава    | Герберт Ропер-Барретт | Стенлі Даст Гаррі Паркер    | 6–2, 6–1, 6–4      | [ 7 ] |
| Поразка   | 1910 | Вімблдонський турнір | Трава    | Герберт Ропер-Барретт | Мейджор Річі Ентоні Вілдінґ | 1–6, 1–6, 2–6      | [ 7 ] |

## Часовий графік результатів
| W | Ф | ПФ | ЧФ | #Р | КТ | К# | DNQ | A | NH |

Для турнірів з раундом виклику: (WC) won; (CR) програв у раунді виклику; (ФA) all comers' finalist
| Відкритий чемпіонат Франції з тенісу   | тільки серед членів Французького клубу | тільки серед членів Французького клубу | тільки серед членів Французького клубу | тільки серед членів Французького клубу | тільки серед членів Французького клубу | тільки серед членів Французького клубу | тільки серед членів Французького клубу | тільки серед членів Французького клубу | тільки серед членів Французького клубу | тільки серед членів Французького клубу | тільки серед членів Французького клубу | тільки серед членів Французького клубу | тільки серед членів Французького клубу | тільки серед членів Французького клубу | тільки серед членів Французького клубу | тільки серед членів Французького клубу | тільки серед членів Французького клубу | тільки серед членів Французького клубу | тільки серед членів Французького клубу | тільки серед членів Французького клубу | тільки серед членів Французького клубу | тільки серед членів Французького клубу | тільки серед членів Французького клубу | тільки серед членів Французького клубу | тільки серед членів Французького клубу | тільки серед членів Французького клубу | тільки серед членів Французького клубу | тільки серед членів Французького клубу | тільки серед членів Французького клубу | тільки серед членів Французького клубу | тільки серед членів Французького клубу | тільки серед членів Французького клубу | тільки серед членів Французького клубу | тільки серед членів Французького клубу | тільки серед членів Французького клубу | 0 / 0  | 0–0   | –    |
| Вімблдонський турнір                   | 2р                                     | 1р                                     | 1р                                     | 2р                                     | ЧФ                                     | 2р                                     | 1р                                     |                                        | 1р                                     | 2р                                     | ПФ                                     | CR                                     | ФA                                     | WC                                     | CR                                     | 2р                                     | ЧФ                                     | ПФ                                     | ФA                                     | Ф                                      | П                                      | П                                      | WC                                     | CR                                     | 4р                                     | CR                                     | CR                                     | 4р                                     | ЧФ                                     | не проводили                           | не проводили                           | 1р                                     | 2р                                     | 1р                                     | 1р                                     | 3 / 30 | 64–26 | 71.1 |
| Відкритий чемпіонат США з тенісу       |                                        |                                        |                                        |                                        |                                        |                                        |                                        |                                        |                                        |                                        |                                        |                                        | 4р                                     |                                        |                                        |                                        |                                        |                                        |                                        |                                        |                                        |                                        |                                        |                                        |                                        |                                        |                                        |                                        |                                        |                                        |                                        |                                        |                                        |                                        |                                        | 0 / 1  | 3–1   | 75.0 |
| Відкритий чемпіонат Австралії з тенісу | не проводили                           | не проводили                           | не проводили                           | не проводили                           | не проводили                           | не проводили                           | не проводили                           | не проводили                           | не проводили                           | не проводили                           | не проводили                           | не проводили                           | не проводили                           | не проводили                           | не проводили                           | не проводили                           | не проводили                           |                                        |                                        |                                        |                                        |                                        |                                        |                                        |                                        |                                        |                                        |                                        |                                        |                                        | NH                                     |                                        |                                        |                                        |                                        | 0 / 0  | 0–0   | –    |
| Виграші–програші                       | 0–1                                    | 0–1                                    | 0–1                                    | 1–1                                    | 2–1                                    | 1–1                                    | 0–1                                    | 0–0                                    | 0–1                                    | 1–0                                    | 3–1                                    | 5–1                                    | 7–2                                    | 6–0                                    | 0–1                                    | 1–1                                    | 2–1                                    | 4–1                                    | 5–1                                    | 5–1                                    | 6–0                                    | 6–0                                    | 1–0                                    | 0–1                                    | 3–1                                    | 6–1                                    | 6–1                                    | 3–1                                    | 4–1                                    | 0–0                                    | 0–0                                    | 0–1                                    | 1–1                                    | 0–1                                    | 0–1                                    |        |       |      |
| Виступи за країну                      |                                        |                                        |                                        |                                        |                                        |                                        |                                        |                                        |                                        |                                        |                                        |                                        |                                        |                                        |                                        |                                        |                                        |                                        |                                        |                                        |                                        |                                        |                                        |                                        |                                        |                                        |                                        |                                        |                                        |                                        |                                        |                                        |                                        |                                        |                                        |        |       |      |
| Теніс на Олімпійських іграх            | Не проводився                          | Не проводився                          | Не проводився                          | Не проводився                          | Не проводився                          | Не проводився                          | Не проводився                          | Не проводився                          |                                        | Не проводився                          | Не проводився                          | Не проводився                          |                                        | Не проводився                          | Не проводився                          | Не проводився                          |                                        | Не проводився                          | Не проводився                          | Не проводився                          |                                        | G                                      | Не проводився                          | Не проводився                          | Не проводився                          |                                        | 2р                                     | Не проводився                          | Не проводився                          | Не проводився                          | Не проводився                          | Не проводився                          |                                        | Не проводився                          | Не проводився                          | 1 / 2  | 3–2   | 60.0 |

## Фінали

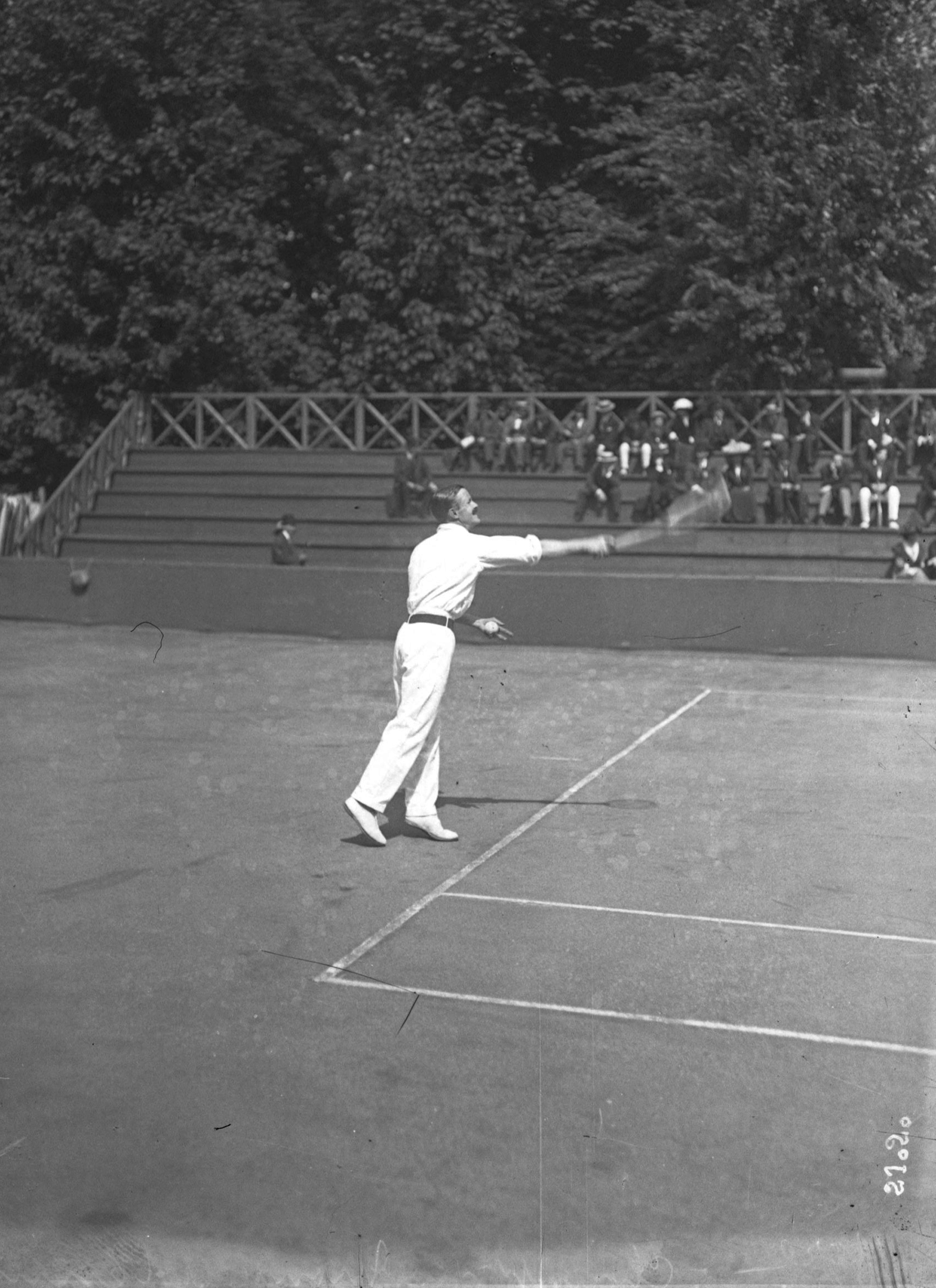
Ґор на Чемпіонаті світу на твердих кортах 1912 у Парижі.

### Одиночний розряд 77 (51–26)
| Легенда                            |
| ---------------------------------- |
| Великий Шлем/Важливі турніри (3–5) |
| Олімпійські ігри (1–0)             |

| Титули за покриттям |
| ------------------- |
| Тверде (6–5)        |
| Ґрунт (11–1)        |
| Трава (32–18)       |

| Титули типом корту     |
| ---------------------- |
| Відкритий корт (45–21) |
| Закритий корт (5–4)    |

| Результат | Ранг | Дата | Турнір                              | Покриття   | Суперник              | Рахунок                   |
| --------- | ---- | ---- | ----------------------------------- | ---------- | --------------------- | ------------------------- |
| Перемога  | 1.   | 1888 | Stevenage LTC Championships         | Трава      | Джордж Ернест Браун   | 0–6, 6–1, 6–4             |
| Перемога  | 2.   | 1888 | Hitchin LTC Championships           | Трава      | Артур Галлворд        | 3–6, 6–3, 6–3             |
| Перемога  | 3.   | 1889 | Dinard Challenge Cup                | Ґрунт      | Реджиналд Форбс       | 6–4, 6–3, 6–3             |
| Перемога  | 4.   | 1890 | Chingford Open Championships        | Ґрунт      | Чарлз Ґладстоун Імз   | 3–6, 6–3, 7–5, 4–6, 6–2   |
| Перемога  | 5.   | 1890 | Dinard Challenge Cup                | Ґрунт      | Горас Чапмен          | 6–3, 3–6, 7–5, 6–4        |
| Поразка   | 1.   | 1891 | Kent Championships                  | Трава      | Ернест Джордж Мірс    | 0–6, 2–6, 2–6             |
| Перемога  | 6.   | 1891 | Chingford Open Championships        | Ґрунт      | Чарлз Імз             | 10–12, 2–6, 6–2, 6–3, 6–3 |
| Перемога  | 7.   | 1891 | Dinard Challenge Cup                | Ґрунт      | Горас Чапмен          | 11–9 ret.                 |
| Перемога  | 8.   | 1892 | Scottish Championships              | Трава      | Роберт Міллар Вотсон  | 6–3, 6–3, 6–0             |
| Перемога  | 9.   | 1892 | Chingford Open Championships        | Ґрунт      | Чарлз Імз             | 6–4, 6–2, 6–1             |
| Перемога  | 10.  | 1892 | Dinard Challenge Cup                | Ґрунт      | Аркдейл Палмер        | 6–3, 6–2, 1–6, 5–7, 6–3   |
| Перемога  | 11.  | 1893 | Scottish Championships              | Трава      | Роберт Міллар Вотсон  | 6–3, 7–5, 4–6, 7–5        |
| Перемога  | 12.  | 1893 | Dinard Challenge Cup                | Ґрунт      | Аркдейл Палмер        | 3–6, 6–4, 0–6, 8–6, 6–3   |
| Перемога  | 13.  | 1894 | North London Championships          | Трава      | Артур Галлворд        | 4–6, 6–2, 6–3, 6–2        |
| Поразка   | 3.   | 1896 | North London Championships          | Трава      | Герберт Ропер-Барретт | 3–6 4–6 6–3 2–6           |
| Перемога  | 14.  | 1898 | North London Championships          | Трава      | Герберт Ропер-Барретт | 6–3, 2–6, 6–3, 6–3        |
| Перемога  | 15.  | 1898 | Dinard Challenge Cup                | Ґрунт      | E. K. Harvey          | 6–2, 6–2, 6–0             |
| Поразка   | 4.   | 1899 | Вімблдонський турнір                | Трава      | Реджинальд Догерті    | 6–1, 6–4, 3–6, 3–6, 3–6   |
| Перемога  | 16.  | 1899 | North London Championships          | Трава      | Герберт Ропер-Барретт | 6–2, 8–6, 9–7             |
| Поразка   | 5.   | 1896 | London Championships                | Трава      | Гарольд Магоні        | 10–8, 2–6, 5–7, 1–6       |
| Поразка   | 6.   | 1899 | Dinard Challenge Cup                | Ґрунт      | Гарольд Магоні        | 4–6 2–6 4–6               |
| Перемога  | 17.  | 1900 | British Covered Court Championships | Тверде (i) | Мейджор Річі          | 6–1, 7–5, 6–3             |
| Поразка   | 7.   | 1900 | Irish Championships                 | Трава      | Гарольд Магоні        | 4–6, 5–7, 9–7, 3–6        |
| Поразка   | 8.   | 1900 | Middlesex Championships             | Трава      | Гарольд Магоні        | 2–6 4–6 2–6               |
| Перемога  | 18.  | 1900 | Kent Championships                  | Трава      | Гарольд Магоні        | 6–4, 6–4, 6–4             |
| Перемога  | 19.  | 1900 | North London Championships          | Трава      | Герберт Ропер-Барретт | 6–3, 6–4, 6–0             |
| Поразка   | 9.   | 1900 | Queen's Club Championships          | Трава      | Артур В. Лаві         | 6–0, 6–2, 6–3             |
| Поразка   | 10.  | 1901 | British Covered Court Championships | Тверде (i) | Лоренс Догерті        | 3–6, 1–6, 1–6             |
| Поразка   | 11.  | 1901 | Kent Championships                  | Трава      | Лоренс Догерті        | 1–6, 3–6, 6–3, 4–6        |
| Перемога  | 20.  | 1901 | Вімблдонський турнір                | Трава      | Реджинальд Догерті    | 4–6, 7–5, 6–4, 6–4        |
| Поразка   | 12.  | 1902 | Вімблдонський турнір                | Трава      | Лоренс Догерті        | 4–6, 3–6, 6–3, 0–6        |
| Поразка   | 13.  | 1903 | Kent Championships                  | Трава      | Лоренс Догерті        | 1–6, 2–6, 3–6             |
| Перемога  | 21.  | 1903 | All England Plate                   | Трава      | Кларенс Гобарт        | 7–5, 6–3                  |
| Перемога  | 22.  | 1903 | Etretat LTC Championships           | Ґрунт      | Аркдейл Палмер        | 6–2, 6–3, 6–1             |
| Перемога  | 23.  | 1903 | London Covered Court Championships  | Тверде (i) | Мейджор Річі          | 8–6, 1–6, 7–5, 6–4        |
| Перемога  | 24.  | 1904 | Paris International Championships   | Ґрунт      | Макс Декюжі           | 3–6, 5–7, 6–3, 7–5, 6–2   |
| Поразка   | 14.  | 1904 | London Covered Court Championships  | Тверде (i) | Макс Декюжі           | 2–6 6–3, 6–0, 1–6, 4–6    |
| Поразка   | 15.  | 1905 | Kent Championships                  | Трава      | Норман Брукс          | 3–6, 7–9, 2–6             |
| Перемога  | 25.  | 1905 | East Surrey Championships           | Трава      | Ентоні Вілдінґ        | 6–3, 6–3, 6–1             |
| Перемога  | 26.  | 1905 | Nottingham Open                     | Трава      | Рой Аллен             | w.o.                      |
| Перемога  | 27.  | 1905 | Crystal Palace Open                 | Трава      | Ентоні Вілдінґ        | 6–4, 6–2.                 |
| Перемога  | 28.  | 1905 | Shanklin LTC Championships          | Трава      | Ентоні Вілдінґ        | 6–2, 6–3, 4–6, 6–1        |
| Перемога  | 29.  | 1905 | London Covered Court Championships  | Тверде (i) | Мейджор Річі          | 2–6 6–3, 6–0, 1–6, 4–6    |
| Поразка   | 16.  | 1906 | British Covered Court Championships | Тверде (i) | Лоренс Догерті        | 2–6, 4–6, 6–8             |
| Перемога  | 30.  | 1906 | East Surrey Championships           | Трава      | Сідні Адамс           | 6–2, 6–3, 6–4             |
| Перемога  | 31.  | 1906 | Kent Championships                  | Трава      | A. L. Bentley         | 6–0 6–2 6–1               |
| Перемога  | 32.  | 1906 | North London Championships          | Трава      | Герберт Ропер-Барретт | 4–6, 7–5, 7–5, 3–0, ret.  |
| Перемога  | 33.  | 1906 | Nottingham Open                     | Трава      | Герберт Снук          | 6–2, 6–4, 6–3             |
| Перемога  | 34.  | 1906 | Crystal Palace Open                 | Трава      | Джордж Аллен Томас    | 6–1, 6–3                  |
| Перемога  | 35.  | 1906 | Shanklin LTC Championships          | Трава      | Джордж Карідія        | 6–1, 6–4, 6–4             |
| Перемога  | 37.  | 1906 | Sussex Championships                | Трава      | Мейджор Річі          | 6–2, 6–3, 6–3             |
| Перемога  | 38.  | 1907 | Kent Coast Championships            | Тверде     | Мейджор Річі          | 7–5, 6–2, 4–6, ret.       |
| Перемога  | 39.  | 1907 | Surrey Championships                | Тверде     | Мейджор Річі          | 6–3, 6–2, 6–3             |
| Поразка   | 17.  | 1906 | East of Surrey Championships        | Трава      | Мейджор Річі          | 6–0, 6–2, 2–6, 3–6, 3–6   |
| Поразка   | 18.  | 1907 | Kent Championships                  | Трава      | Ентоні Вілдінґ        | 7–9, 2–6, 6–3, 6–0, 1–6   |
| Поразка   | 19.  | 1907 | Вімблдонський турнір                | Трава      | Норман Брукс          | 4–6, 2–6, 2–6             |
| Перемога  | 40.  | 1907 | Shanklin LTC Championships          | Трава      | Charles Henry Ridding | 7–5, 6–2, 6–1             |
| Поразка   | 20.  | 1907 | Kent Coast Championships            | Тверде     | Герберт Ропер-Барретт | 4–6 4–6 6–4 7–9           |
| Перемога  | 41.  | 1908 | British Covered Court Championships | Тверде (i) | Ентоні Вілдінґ        | 4–6, 8–6, 6–0, 8–6        |
| Перемога  | 42.  | 1908 | Олімпійські ігри                    | Тверде (i) | Джордж Карідія        | 6–3, 7–5, 6–4             |
| Поразка   | 21.  | 1908 | Surrey Championships                | Трава      | Мейджор Річі          | 3–6, 4–6, 2–6             |
| Перемога  | 43.  | 1908 | Northern Championships              | Трава      | Джеймс Сесіл Парк     | 6–3, 4–6, 6–1, 6–8, 6–4   |
| Перемога  | 44.  | 1908 | Вімблдонський турнір                | Трава      | Герберт Ропер-Барретт | 6–3, 6–2, 4–6, 3–6, 6–4   |
| Поразка   | 22.  | 1909 | British Covered Court Championships | Тверде (i) | Мейджор Річі          | 5–7, 6–8, 3–6             |
| Перемога  | 45.  | 1909 | Вімблдонський турнір                | Трава      | Мейджор Річі          | 6–8, 1–6, 6–2, 6–2, 6–2   |
| Поразка   | 23.  | 1910 | Вімблдонський турнір                | Трава      | Ентоні Вілдінґ        | 4–6, 5–7, 6–4, 2–6        |
| Перемога  | 46.  | 1910 | Nottingham Open                     | Трава      | ?                     | ?                         |
| Перемога  | 47.  | 1911 | Leicestershire Championships        | Трава      | Родні Гіт             | 6–4, 6–1                  |
| Поразка   | 24.  | 1912 | Вімблдонський турнір                | Трава      | Ентоні Вілдінґ        | 4–6, 4–6, 6–4, 4–6        |
| Перемога  | 48.  | 1912 | Nottingham Open                     | Трава      | Чарлз П. Діксон       | 1–6, 11–9, 6–3            |
| Поразка   | 25.  | 1912 | Kent Coast Championships            | Тверде     | Теодор Мавродорґато   | 7–9, 6–8. ret.            |
| Перемога  | 49.  | 1913 | Leicestershire Championships        | Трава      | Джордж Гілл'ярд       | 7–5, 4–6, ret.            |
| Поразка   | 26.  | 1913 | Nottingham Open                     | Трава      | Стенлі Даст           | 6–3, 3–6, 3-36, 9–7, 4–6  |
| Перемога  | 50.  | 1914 | Nottingham Open                     | Трава      | Чарлз П. Діксон       | 6–2, 4–6, 4–6, 6–4, 6–4   |
| Перемога  | 51.  | 1919 | Leicestershire Championships        | Трава      | Джордж Флетчер        | 6–2, 6–2, 6–4             |